# NGC 6828
NGC 6828 este o galaxie situată în constelația Vulturul. A fost descoperită în 30 iulie 1788 de către William Herschel. Se află la o distanță de 600 de parseci de Pământ.